# Robertus nipponicus
Robertus nipponicus là một loài nhện trong họ Theridiidae.
Loài này thuộc chi Robertus. Robertus nipponicus được Hajime Yoshida miêu tả năm 1995.